# Metalocalypse
Metalocalypse er en animeret tv-serie på Adult Swin om en fiktiv musikgruppe, der blev skabt af Brendon Small og Tommy Blancha. Serien er blevet beskrevet som "Spinal Tap møder Scooby-Doo møder Norge". Serien gik oprindeligt under navnet DeathClock, men navnet måtte ændres grundet et eksisterende varemærke. Serien og navnet på musikgruppen, serien handler om, blev herefter ændret til Dethklok, og titlen på serien senere til Death Clock Metalocalypse, inden det endelig blev forkortet til Metalocalypse.
Seriens første sæson består af tyve afsnit på elleve minutter, af hvilke det første havde premiere på Adult Swim Fix d. 4. august 2006, og på Adult Swin den følgende søndag. Ifølge Adult Swim vil en ny sæson af Metalocalypse bestående af yderligere tyve afsnit begynde d. 23. september 2007 – en uge efter udgivelsen af cd'en DethAlbum, der indeholder den fiktive musikgruppes musik.

## Overblik
Metalocalypse følger den delvist amerikanske/delvist skandinaviske heavy metal-gruppe Dethkloks bedrifter. Selvom navnet sædvanligvis skrives "Dethklok", skrives det på alle gruppens logoer "Dëthkløk" inspireret af grupper som Motörhead og Mötley Crüe. Dethklok følger heavy metal-subkulturens stil – et eksempel værende deres dødsmetalinspirerede sang, "Mermaider", der handler om "Mermaid murder" (mord på havfruer). De har opnået et popularitetsniveau, som ikke kendes fra virkeligheden, og de er den tolvtestørste økonomi på Jorden. De er så populære, at fans vil gøre hvad som helst for gruppen og gladeligt gå i døden for den, som flere fans gør i første sæsons forløb. Hvis Dethklok bakker op om et firma, vil det øjeblikkeligt blive den eneste kilde til det produkt, det forsøger at sælge, idet enhver konkurrent hurtigt må dreje nøglen om. Gruppens unaturlige popularitet har vakt opmærksomheden fra en Illuminatiagtig gruppe kendt som "the Tribunal". I hvert afsnit vil denne gruppe fordækt forsøge at komme på tværs af gruppen ved at kontakte og benytte sig af diverse specialister, såsom en "militær farmaceutisk, psykotropisk medicinalproducent", en "specialist i berømthedsdepressioner" og forskellige psykopater, der forsøger at infiltrere gruppen. I serien hentydes til, at der eksisterer flere Washingtonbaserede tænketanke, der fokuserer specielt på gruppen.
Gruppens koncerter er berygtede for at være voldelige og resulterer ofte i, at en stor del af publikummet kommer til skade. Selv forsøg på velgørenhed ender i adskillige drab, som da et laserlysshow ender med at dræbe hele London Philharmonic Orchestra under en godgørenhedskoncert. Premiereafsnittet giver ligeledes et eksempel herpå: En metalboks, der fungerer som gruppens scene smides fra en helikopter ned på lokaliteten, hvor koncerten skal finde sted, men rammer ved siden af og maser en del af publikummet. Da gruppen under denne koncert spiller en jingle for et kaffefirma, hældes ligeledes kogende varm kaffe udover publikum, hvilket resulterer i scener med smeltende hud. Trods den åbenlyse fare er lysten til at se gruppens koncerter så stor, at fans vil underskrive såkaldte "pain waivers" ved indgangen, der fjerner alt gruppens erstatningsansvar i tilfælde af død eller lemlæstelse. Gruppens medlemmer bor sammen i et kolossalt palæ kaldet Mordhaus (tysk for mordhus) i en uspecificeret bjergrigt område kendt som Mordland. Ifølge Dethkloks MySpace-side, ligger Mordland i USA. Medlemmerne portrætteres som sociopatiske personer, der er ude af stand til alt, der ikke er direkte musikrelateret, dog med undtagelse af kontraktforhandlinger. Trods gruppens enorme succes og talent har alle medlemmerne selvtillidsproblemer, der kommer til overfladen i forskellig grad i løbet af serien. Deres velstand tillader dem at slippe af sted med hvad som helst, inklusive mord. De deler en besættelse af "brutalitet" og "metal-hed" og baserer ofte deres handlinger på, hvor "metal" de er. To af medlemmerne lider af ekstrem alkoholisme, så beruselse er ofte en del af handlingsforløbet.

## Stemmer
- Brendon Small – "Nathan Explosion", "Pickles", "Skwisgaar Skwigelf", "Charles Offdensen" og andre
- Tommy Blacha – "William Murderface", "Toki Wartooth", "Dr. Rockso" og andre
- Mark Hamill – "Senator Stampingston", "Jean-Pierre", "Mr. Selatcia" og andre
- Victor Brandt – "General Crozier", "Cardinal Ravenwood" og andre
- Malcolm McDowell – "Vater Orlaag" og andre

### Gæster
Serien gæstes ofte af musikere og andre kendte fra den virkelige verden. Nedenfor er disse anført med deres figurers titler fra serien sammen med det afsnit, de medvirker i.
- Laraine Newman ("The Curse of Dethklok") – "News Reporter", "Grandma", "GMILF", ("Dethfam") – "Rose Explosion" (Nathans mor), "Pickles' Mom" og "Serveta Skwigelf" (Skwisgaars mor)
- Jon Schnepp ("Birthdayface" eller "Happy Dethday") – "Dr. Gibbits", ("Skwisklok") – "Video Director"
- Laura Silverman ("Girlfriendklok") – "Rebecca Nightrod", ("Dethstars") – Sitcomskuespillerinde
- Andy Richter ("Dethstars") – "J.F. Amarth"

#### Musikergæster
- James Hetfield fra Metallica, ("The Curse of Dethklok") – "Goat", ("Birthdayface" eller "Happy Dethday") – "Sniper", ("Dethtroll") – "Mustakrakish", ("Dethkomedy") – "Lorkey" (sømanden)
- Kirk Hammett fra Metallica, ("The Curse of Dethklok") – "Two-Fingered Fan", ("Birthdayface" eller "Happy Dethday") – "Queen of Denmark", ("Dethtroll") – "Barkeep"
- Jeff Loomis fra Nevermore, ("Performance Klok") – "Murderface's Dad"
- Steve Smyth fra Nevermore, ("Snakes 'n' Barrels") – "Snizzy Snazz Bullets"
- Warrel Dane fra Nevermore, ("Snakes 'n' Barrels") – "Sammy Candynose Twinskins"
- King Diamond fra King Diamond (gruppe), ("Skwisklok") – "Ronald Von Monoldburg", ("Murdering Outside The Box") – "Employee 421", ("Go Forth and Die") – "Dimmu Burger Manager", ("Bluesklok") – "The Devil"
- Michael Amott tidligere guitarist i Carcass og nu i Arch Enemy, ("Snakes 'n' Barrels") – "Antonio Tony DiMarco Thunderbottom"
- George "Corpsegrinder" Fisher fra Cannibal Corpse, ("Go Forth and Die") – "Dimmu Burger Customer", ("Bluesklok") – "Depressed Fool's Cap Hippie"; ("Dethkids") "Football Player"; ("The Metalocalypse Has Begun") "216's Brother/Metal-masked Assassin"
- Emilie Autumn fra The Chelsea, ("Dethharmonic") – Alle violiner (som de "spilles" af London Philharmonic Orchestra)